# 제주해양경찰서
제주해양경찰서(濟州海洋警備安全署, Jeju Coast Guard)는 해상경비, 해양안전 관리, 해상치안질서 유지, 해양오염 방지 등의 업무를 수행하기 위하여 설립된 해양경찰청 제주지방해양경찰청 소속의 특별지방행정기관으로 제주해양경찰서장은 총경(4급 상당)으로 보한다. 제주특별자치도 제주시 임항로 154(건입동) 에 위치하고 있다.

## 관할 구역
우도를 제외한 제주특별자치도 제주시 전 해역.

## 조직
| - 기획운영과 - 기획운영계 - 청문감사계 - 경리계 - 경비구조과 - 경비구조계 - 상황실 - 구조대 | - 해양안전과 - 안전관리계 - 교통레저계 / 해상교통계 - 교육지원지원팀 - 장비관리과 - 정비계 - 보급계 - 정보통신계 | - 수사과 - 수사계 - 형사계 - 정보과 - 정보계 - 보안계 - 외사계 | - 해양오염방제과 - 방제계 - 예방지도계 |

## 소속기관
| 명칭       | 사진 | 주소                     | 관할구역 | 출장소                           |
| ---------- | ---- | ------------------------ | -------- | -------------------------------- |
| 제주파출소 |      | 서부두길 12              |          | 김녕출장소 도두출장소 항만출장소 |
| 한림파출소 |      | 한림읍 한림해안로 141-15 |          | 애월출장소 고산출장소            |
| 추자파출소 |      | 추자면 추자로 514        |          | 추자출장소                       |

## 사건사고
- 2008년 5월 3일 14시 10분경 제주해양경찰서 소속의 신형 P-136 형사기동정[2] 이 수중암초에 충돌해 15시 25분에 침몰하였다.[3]